# Julien Dacosta
Julien Dacosta, a volte scritto Julien Da Costa (Marsiglia, 29 maggio 1996), è un calciatore francese, difensore del Debrecen.

## Biografia
Dacosta è nato in Francia da genitori di origini senegalesi.

## Carriera
Dacosta cresce nelle giovanili del Olympique Marsiglia, ma giocato solamente per due anni con la squadra riserve.
Nell'estate del 2017 firma il suo primo contratto professionistico con il Niort, militante in Ligue 2. Il suo debutto da professionista avviene nella partita di Ligue 2 pareggiata per 0-0 contro l'Ajaccio.
Il 6 luglio 2020 firma un contratto di tre anni con gli inglesi del Coventry City. Dopo aver subito un infortunio ai legamenti della caviglia, salta le prime partite di campionato, per debuttare con la nuova maglia per pochi minuti nella partita contro il Nottingham Forest, persa per 1-2.
Il 1º febbraio 2022 passa in prestito dal Coventry City ai portoghesi della Portimonense fino al termine della stagione. Il 6 febbraio successivo fa il suo esordio con i bianconeri nel pareggio per 1-1 con il Paços Ferreira, iniziando da titolare, ma venendo sostituito all'inizio del secondo tempo da Sana Gomes.
Tornato al Coventry dal prestito in Portogallo, il 27 giugno 2022 passa allo Shrewsbury Town, militante in Football League One, nuovamente in prestito.

## Statistiche

### Presenze e reti nei club
Statistiche aggiornate al 19 luglio 2022.
| Stagione                     | Squadra                      | Campionato                   | Campionato | Campionato | Coppe nazionali | Coppe nazionali | Coppe nazionali | Coppe continentali | Coppe continentali | Coppe continentali | Altre coppe | Altre coppe | Altre coppe | Totale | Totale |
| Stagione                     | Squadra                      | Comp                         | Pres       | Reti       | Comp            | Pres            | Reti            | Comp               | Pres               | Reti               | Comp        | Pres        | Reti        | Pres   | Reti   |
| ---------------------------- | ---------------------------- | ---------------------------- | ---------- | ---------- | --------------- | --------------- | --------------- | ------------------ | ------------------ | ------------------ | ----------- | ----------- | ----------- | ------ | ------ |
| 2015-2016                    | Olympique Marsiglia 2        | CFA                          | 24         | 1          | -               | -               | -               | -                  | -                  | -                  | -           | -           | -           | 24     | 1      |
| 2016-2017                    | Olympique Marsiglia 2        | CFA                          | 22         | 0          | -               | -               | -               | -                  | -                  | -                  | -           | -           | -           | 22     | 0      |
| Totale Olympique Marsiglia 2 | Totale Olympique Marsiglia 2 | Totale Olympique Marsiglia 2 | 46         | 1          |                 | -               | -               |                    | -                  | -                  |             | -           | -           | 46     | 1      |
| 2017-2018                    | Niort                        | L2                           | 26         | 0          | CF+CdL          | 0+1             | 0               | -                  | -                  | -                  | -           | -           | -           | 27     | 0      |
| 2018-2019                    | Niort                        | L2                           | 27         | 0          | CF+CdL          | 2+1             | 0               | -                  | -                  | -                  | -           | -           | -           | 30     | 0      |
| 2019-2020                    | Niort                        | L2                           | 22         | 0          | CF+CdL          | 2+2             | 0               | -                  | -                  | -                  | -           | -           | -           | 26     | 0      |
| Totale Niort                 | Totale Niort                 | Totale Niort                 | 75         | 0          |                 | 8               | 0               |                    | -                  | -                  |             | -           | -           | 83     | 0      |
| 2017-2018                    | Niort 2                      | CFA2                         | 1          | 0          | -               | -               | -               | -                  | -                  | -                  | -           | -           | -           | 27     | 0      |
| 2018-2019                    | Niort 2                      | CFA2                         | 2          | 0          | -               | -               | -               | -                  | -                  | -                  | -           | -           | -           | 30     | 0      |
| Totale Niort 2               | Totale Niort 2               | Totale Niort 2               | 3          | 0          |                 | -               | -               |                    | -                  | -                  |             | -           | -           | 83     | 0      |
| 2020-2021                    | Coventry City                | FLC                          | 18         | 0          | FACup+CdL       | 1+0             | 0               | -                  | -                  | -                  | -           | -           | -           | 19     | 0      |
| 2021-gen. 2022               | Coventry City                | FLC                          | 4          | 0          | FACup+CdL       | 0+1             | 0               | -                  | -                  | -                  | -           | -           | -           | 5      | 0      |
| Totale Coventry City         | Totale Coventry City         | Totale Coventry City         | 22         | 0          |                 | 2               | 0               |                    | -                  | -                  |             | -           | -           | 24     | 0      |
| feb.-giu. 2022               | Portimonense                 | PL                           | 11         | 0          | CP+CdL          | 0               | 0               | -                  | -                  | -                  | -           | -           | -           | 11     | 0      |
| Totale carriera              | Totale carriera              | Totale carriera              | 157        | 1          |                 | 10              | 0               |                    | -                  | -                  |             | -           | -           | 167    | 1      |